# 잭슨 허스트
잭슨 허스트(Jackson Hurst, 1979년 2월 17일 ~ )는 미국의 배우이다.
휴스턴에서 태어났다.

## 출연 작품
- 더 데이: 최후의 심판 (2016년) - 데이빗 역
- 히든 문 (2012년) - 브루스 역
- 더 루프 (2011년)
- 트리 오브 라이프 (2011년) - 레이 역
- 쇼츠 (2009년)
- 리빙 프루프 (2008년)
- 워킹 톨 3 (2007년)
- 클리너 (2007년)
- 해브 드림스, 윌 트래벌 (2007년)
- 미스트 (2007년) - 조 이글턴 역
- 웬즈데이 (2006년)
- 소울스 미드나잇 (2006년)
- 대참사 (2006년)
- 스트라이킹 레인지 (2006년)

### 텔레비전
- 체인지 디바 (2009-14)
- NCIS: 로스앤젤레스 (2016-17) - 자크 닐슨 역